# João Sanches
João Alberto Lima Sanches (Salvador, 16 de julho de 1979) é um dramaturgo, encenador e iluminador baiano, professor da UFBA..
Em sua trajetória, destacam-se parcerias com importantes nomes do teatro nacional. São exemplos os espetáculos Eu te amo mesmo assim, musical com Laila Garin e Oswaldo Mil, produzido no Rio de Janeiro em parceria com o roteirista João Falcão; Pelo Telephone, musical com Marilice Consenza, produzido em São Paulo pelo tradicional Teatro Itália; Boca a Boca: um solo para Gregório, monólogo com o ator Ricardo Bittencourt que estreou em Lisboa no prestigiado Instituto Camões; Revele!solo autobiográfico protagonizado pelo radialista e diretor Fernando Guerreiro; A Paixão de Cristo, superprodução baiana com Regina Dourado, Jackson Costa e grande elenco. Além de colaborações com os grupos Odin Teatret (Dinamarca), Teatro Potlach (Itália) e com a Companhia Teatro dos Novos do Teatro Vila Velha (Brasil).

Sanches ganhou o Prêmio Braskem de Teatro três vezes: em 2013, nas categorias Melhor Autor e Melhor Espetáculo; em 2014, na categoria Melhor Espetáculo Infanto-juvenil. De 1999 a 2020, suas peças receberam um total de 13 indicações a essa premiação em diferentes categorias. Seu espetáculo Egotrip também recebeu 7 indicações ao Prêmio Cenym de Teatro Nacional.
Como dramaturgo e encenador, são destaques as peças Entre nós: uma comédia sobre diversidade e Egotrip – Ser, ou não ser? Eis a comédia, ambas publicadas pela Coleção Dramaturgia da EDUFBA. O texto Entre nós também ganhou montagem da companhia gaúcha Halarde Teatro, com direção de Paulo Guerra, em Porto Alegre. Já a conceituada montagem baiana rodou o país, fez temporadas nas cidades do Rio de Janeiro, São Pauloe integrou a programação de importantes festivais nacionais e internacionais como o FITH – Festival Internacional de Teatro Hispânico de Miami, o Festival de Teatro de Curitiba, o Festival de Teatro Brasileiro, o Festival Internacional de Artes Cênicas da Bahia e Festival Internacional Latino Americano de Teatro.

Com atuação multidisciplinar, João Sanches foi diretor de programação da TV UFBA e também colunista do jornal A Tarde. Atualmente, desenvolve pesquisa sobre poéticas contemporâneas a partir da noção de desvio. É professor adjunto da Escola de Teatro e do Programa de Pós-Graduação em Artes Cênicas da UFBA, lotado no Departamento de Técnicas do Espetáculo.

## Principais obras
- 2019 – Osso
- 2019 – Chorume – uma comédia de restos
- 2018 – Revele! – um desabafo cômico
- 2018 – Como se tornar estúpido em 60 minutos
- 2017 – Boca a Boca: um solo para Gregório
- 2016 – Egotrip: ser, ou não ser? Eis a comédia
- 2015 – João do pé de feijão
- 2013 – Barrinho: o menino de barro
- 2012 – Pelo Telephone
- 2012 – Entre Nós: uma comédia sobre diversidade
- 2010 – Eu te amo mesmo assim